# Eupholidoptera tasheliensis
Eupholidoptera tasheliensis är en insektsart som beskrevs av Battal Çiplak 1999. Eupholidoptera tasheliensis ingår i släktet Eupholidoptera och familjen vårtbitare. Inga underarter finns listade i Catalogue of Life.